# پیتر روفایی
پیتر روفایی (به هلندی: Peter Rufai؛ ۲۴ اوت ۱۹۶۳ – ۳ ژوئیهٔ ۲۰۲۵) دروازه‌بان اهل نیجریه بود.

## باشگاهی
از جمله باشگاه‌هایی که وی در آن‌ها بازی کرده است، می‌توان به دپورتیوو لاکرونیا، هرکولس و گو اهد ایگلز اشاره کرد.

## تیم ملی
وی همچنین در تیم ملی فوتبال نیجریه بازی کرده است.